# غابة الهرهورة
غابة الهرهورة هي غابة تنتمي لعمالة الصخيرات تمارة في المغرب، ويتبع نفوذها الإداري للعاصمة الرباط. وتقع على ساحل المحيط الأطلسي بين مدينتي الرباط وتمارة، وتعد من أهم المناطق الطبيعية بالمنطقة. تمتـد غابـة الهرهـورة علـى مساحـة تقدر بأكثر من 62 هكتاراً ويتكـون أغلـب غطائهـا النباتـي مـن أشجـار الصنوبـر.

تتمتع غابة الهرهورة بموقع فريد ومميّز يجمع بين الغابة والشاطئ، إذ يجاورها الملعب البلدي لكرة القدم لمدينة تمارة، حيث يفصل بينهما الطريق السيار، كما تفصلها فقط الطريق الساحلية عن شاطئ الهرهورة، فضلاً عن ذلك يوجد بداخلها مخيم تابع لـوزارة الشبيبة والرياضة تستغله الجمعيات في تنظيم مخيمات وتجمعات صيفية بالإضافة إلى رحلات وخرجات على طول العام.

تعتبر غابة الهرهورة فضاء بيئياً صحياً مهمّا للمنطقة وللجهة على حد سواء، فهي تعد رئة العاصمة الرباط والمتنفس الوحيد لساكنة الرباط، تمارة والصخيرات. وهي محج للزوار قصد ممارسة الأنشطة الرياضية أو للنزهة والاستجمام. إذ يقصدها المواطنون والسياح على طول السنة، كل لغايته، فمنهم من يزورها من أجل نشدان القليل من السكينة والراحة والهدوء في حضن أشجارها الكثيفة والمتنوعة؛ والتي يتمثل أغلبها في أشجار الصنوبر المتوزعة على جميع أرباع الغابة النابضة بالحياة، ومشكلةً حزاماً أخضر طبيعياً للمنطقة. ومن الزوار من يقصدها بغاية ممارسة الرياضة في هوائها الطلق، فالغابة بفضل موقعها الاستثنائي الذي يجعل منها قبلة للعديد من الأندية والشخصيات الرياضية، والأبطال المغاربة سواء المحليين منهم أو الدوليين، وذلك لممارسة رياضات عديدة ومختلفة مثل المشي والعدو، أو ركوب الدراجات الهوائية، بالإضافة إلى اليوغا وغيرها من الرياضات التي تمارس في الهواء الطلق. كما تقصدها العديد الأسر والعائلات بغاية التنزه والاستجمام وممارسة العديد من الأنشطة الترفيهية والاستمتاع بالمناظر الخضراء. خاصة خلال عطل نهاية الأسبوع والعطل البينية، وأيضا العطلة الصيفية التي تشهد فيها الغابة رواجاً كبيراً.

### تاريخ غابة الهرهورة
غابة الهرهورة الواقعة بمدينة الهرهورة في المغرب هي ضاربة جذورها في التاريخ، حيث تم إحداثها منذ أزيد من 70 سنة، وهي غير طبيعية، بمعنى أنها اصطناعية. ويتكون غلافها الأخضر أساساً من ثلاثة فصائل نباتية كبرى وهي الصنوبريات والكاليبتوس والأكاسيا، بالإضافة إلى العديد من الأصناف المتنوعة من الأشجار، لكن أكثر غطائها النباتي يتكون من أشجار الصنوبر والأوكالبتوس. كما تحتوي على العديد من المجموعات المتنوعة من الشجيرات والفطريات والنباتات العشبية المحلية مثل الزيتون البري والخروب، ما يجعل منها موطناً للعديد من الطيور والحيوانات الصغيرة، ومنطقة مهمة لتكاثر وهجرة العديد من أنواع الطيور. بالإضافة إلى ذلك، تتوفر غابة الهرهورة على عدة مرافق ترفيهية مثل المسارات المخصصة للمشي وركوب الدراجات وأشرطة الركض، ومناطق التخييم، وبعض المطاعم التي تقدم المأكولات المحلية، وكذا على فضاء ترفيهي مخصص للأطفال، وعلى مساحات خضراء للنزهة والاستجمام. كما تضم مخيّما دولياً مجهزاً تابعاً لوزارة الشباب والرياضة المغربية.

### أهمية غابة الهرهورة
```
تعتبر غابة الهرهورة ثروة طبيعية قيمة للمغرب، فهي تلعب دورًا هامًا في الحفاظ على التوازن الإيكولوجي للمنطقة من خلال تنقية الهواء وتخزينه وتخفيف درجات الحرارة في المناطق المحيطة بها، وكذا حماية الساحل من التعرية والانجراف وتثبيت الكثبان الرملية، وأيضاً منع 
التصحر
 وحماية بعض الأشكال البيولوجية الانقراض، مما يساعد في الحفاظ على التنوع البيولوجي الساحلي للمنطقة. كما أنها تشكل حاجزاً طبيعياً ضد الرياح القوية القادمة من الساحل، وبالتالي حماية المناطق الداخلية. فضلا عن خدماتها البيئية التي توفرها، تعتبر غابة الهرهورة تراثاً وطنياً ووجهة سياحية وترفيهية هامة ومتكاملة للساكنة المحليين والسياح بفضل موقعها الاستراتيجي قرب 
شاطئ الهرهورة
 والذي يجعلها تجمع بين الطبيعة والبحر. كما تساهم أيضاً في تنمية المنطقة من خلال دورها السوسيو-اقتصادي البارز.
[
3
]
```

### الجهود المبذولة لحماية غابة الهرهورة والحفاظ عليها
تشهد غابة الهرهورة العديد من التحديات التي تهدد توازنها الإيكولوجي، ولمواجهتها تبذل السلطات المحلية والمجتمع المدني العديد من الجهود المتواصلة للحفاظ على استمراريتها. وعلى رأسهم المندوبية السامية للمياه والغابات ومحاربة التصحر، حيث قامت إدارة المياه والغابات بعد توصيات ملكية من خلال استراتيجية "غابات المغرب 2020-2030" التي أعطى انطلاقتها صاحب الجلالة الملك محمد السادس نصره الله، بالعديد من الإنجازات داخل الغابة، من خلال تشجيرها بالمزيد من النباتات والأشجار، وكذا تنويع وتدبير غطائها النباتي. كما قامت بإحداث وحدة تابعة للمياه والغابات مهمتها تتبع الحزام الأخضر للهرهورة، وتضم مهندس دولة وعناصر من المياه والغابات والأمن الخاص التي تساعده في هذه المهمة. زيادة على إضافة العديد من الممرات والفضاءات لممارسة الرياضة، وتنزيل حاويات للقمامة، وكراسي وطاولات. بالإضافة إلى القيام بعدة أشغال بيولوجية داخل الغابة، من بينها أشغال تنقية وتنظيف، مع برمجة عمليات تشجير دورية لملء باقي فراغات هذا الفضاء الأخضر. أما عن جهود السلطات المحلية والجمعيات البيئية فهي الأخرى توفر جهوداً مستمرة لحماية الغابة والحفاظ على سلامتها وسلامة روادها، وذلك عبر تنظيم العديد من برامج التوعية البيئية والحملات التحسيسية لفائدة الساكنة المحلية والزائرين. وتطبيق سياسة الإدارة المستدامة في استغلال موارد الغابة، مع تنزيل العديد من مشاريع إعادة التشجير للمناطق المتدهورة وإجراء عدة أبحاث علمية مستمرة لتطوير استراتيجيات أكثر فاعلية لحماية البيئة، وكذا إرسال دوريات أمنية وحراس لضمان سلامة رواد الغابة وتأمينها.